# スタンフォード・トーラス

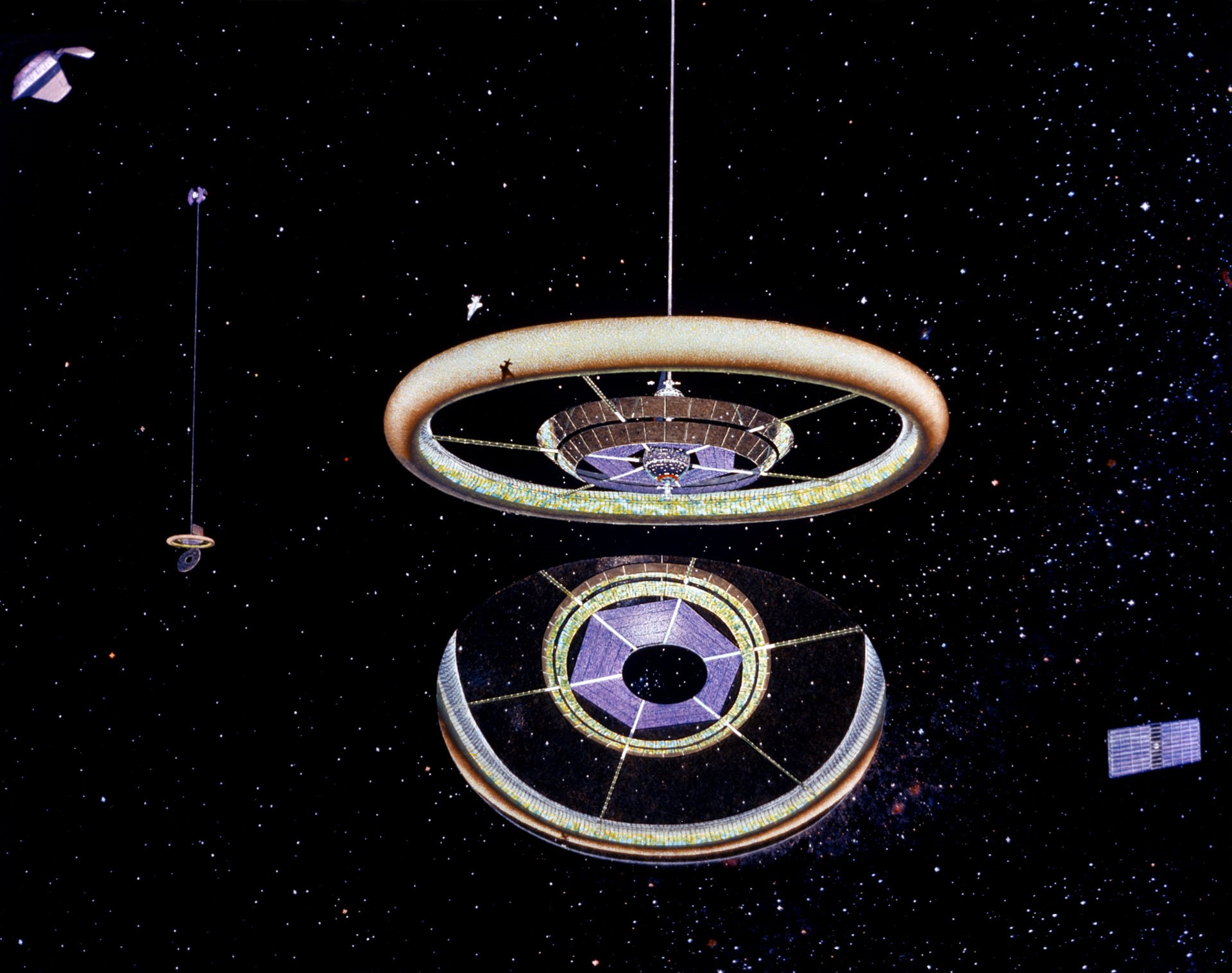
スタンフォード・トーラスの外観。底部中央は、回転しない太陽鏡で、日光を反射してハブに取り付けられた二次鏡を照らす。Donald E. Davis画

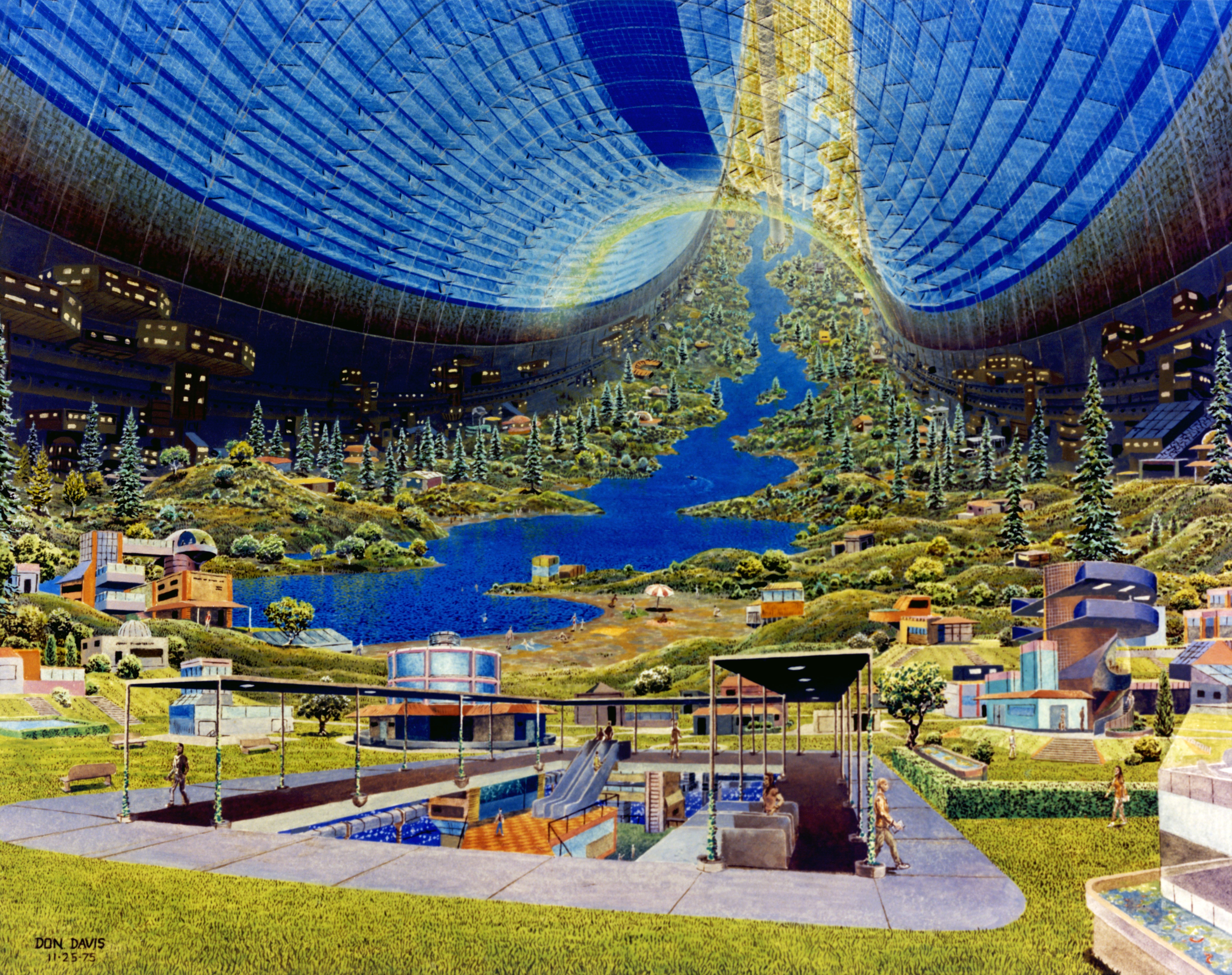
スタンフォード・トーラスの内部。Donald E. Davis画

スタンフォード・トーラス(Stanford torus)は、1万人から14万人が居住することができるスペースコロニーの設計である。
スタンフォード・トーラスは、1975年にスタンフォード大学で行われたアメリカ航空宇宙局の夏期セミナーで提案された。（ジェラード・K・オニールは、後にトーラスに代わるものとして、島1号を提案した。）「スタンフォード・トーラス」とは、この特定の設計のみを指すが、環状で回転するスペースコロニーのコンセプトは、これより前にヴェルナー・フォン・ブラウンやヘルマン・ポトチェニクによって提案されていた。
スタンフォード・トーラスは、直径1.8kmのドーナツ状のトーラスから構成され、1分間に1回転することで、遠心力により外側のトーラスの内部に0.9Gから1.0Gの人工重力を作り出している。
日光は、鏡のシステムによってトーラス内部に取り入れられる。トーラスは、住民や物資の通路となる多数のスポークによってハブに繋がれる。ハブはステーションの自転軸上にあるため、人工重力が最も小さく、宇宙船のドッキングに最も容易な箇所である。ハブの軸に取り付けられたモジュールでは、無重力による製品製造が可能である。
トーラスの内部空間は居住用に使われ、「自然な」環境を模倣するのに十分な広さを持つ。トーラスは、長く、狭く、真っ直ぐな氷河谷のように見え、その端は上方にカーブしている。人口密度は混雑する都市程度で、トーラスの一部は農地や住宅に用いられる。

## 製造
トーラスには、1000万トン近くの質量が必要になる。製造には月の鉱物が使われ、マスドライバーによって輸送される。L2ラグランジュ点で物質が集められ、L5に輸送されてトーラスが組み立てられる。月で採集できない物質だけが、地球から輸送される。代替として小惑星採鉱で素材を得ることも考えられる。

## 性質
- 位置:地球-月のL5ラグランジュ点
- 合計質量:1000万トン（放射シールド、住人、大気を含む）
- 直径:1790m
- 居住チューブ直径:130m
- スポーク:直径15mが6本
- 回転:毎分1回転
- 放射シールド:厚さ1.7mの月の土

## ギャラリー

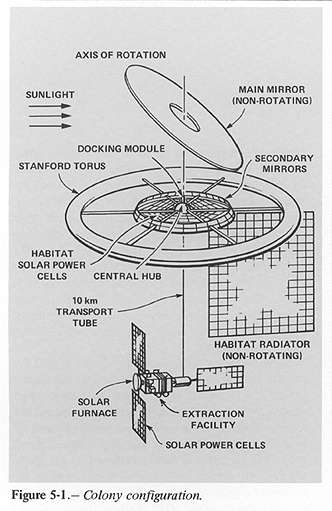
スタンフォード・トーラスの形状
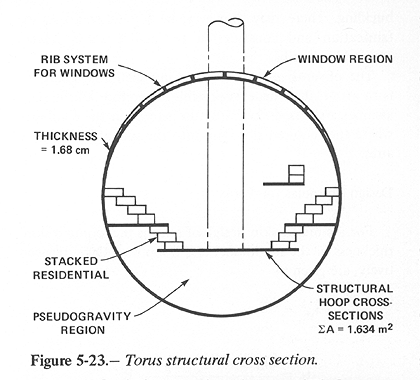
スタンフォード・トーラスの断面図
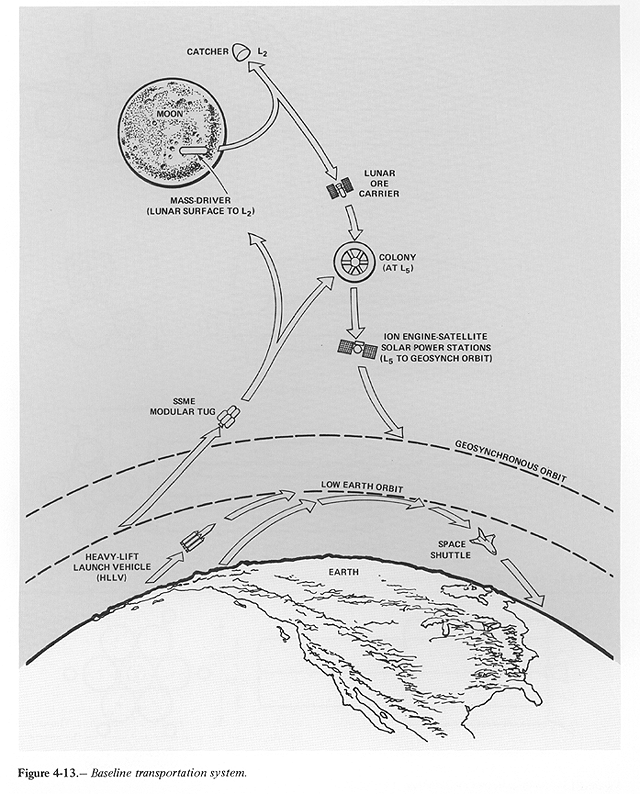
トーラス建設のための輸送システム（1975年）
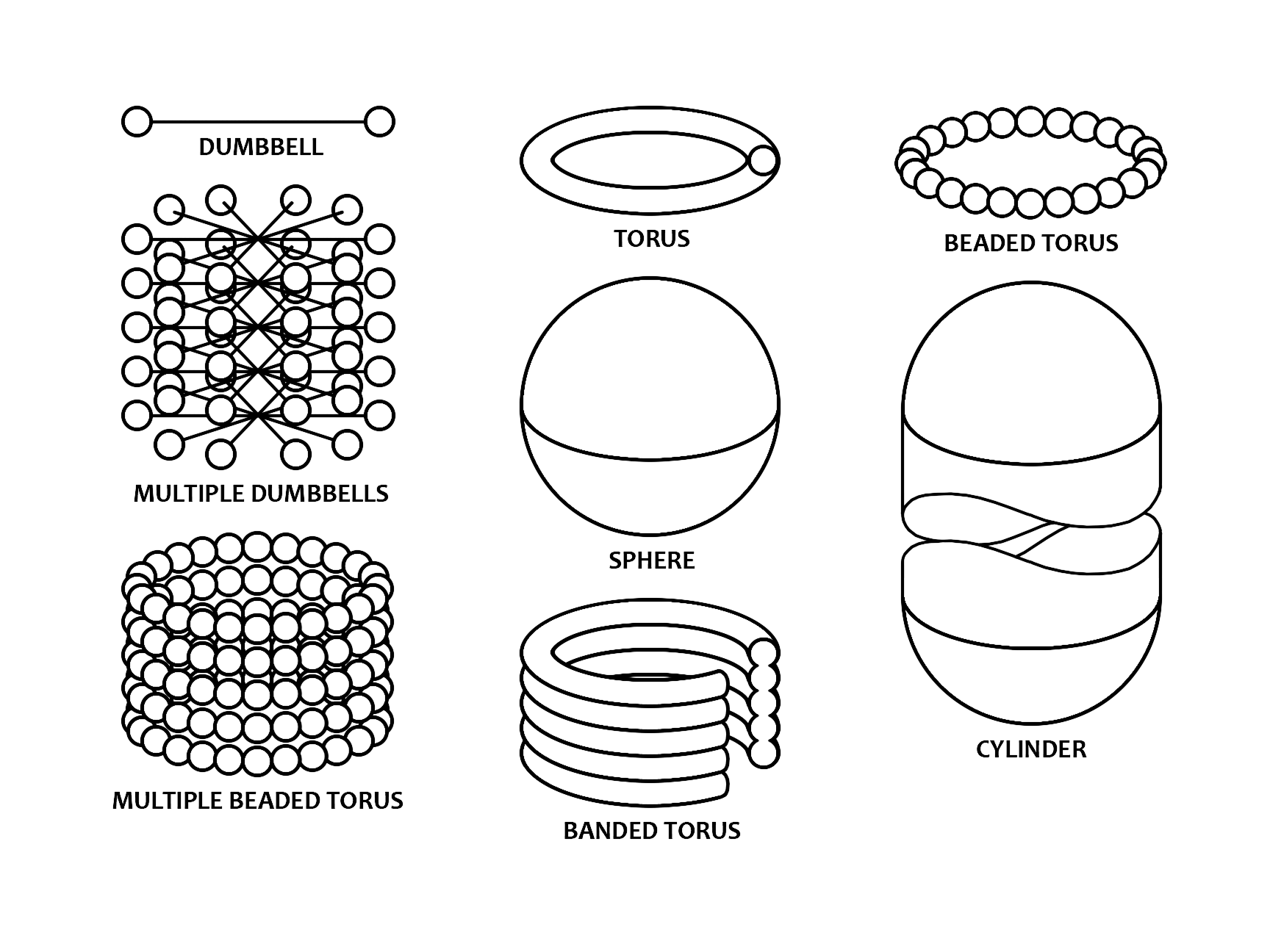
トーラスの拡張
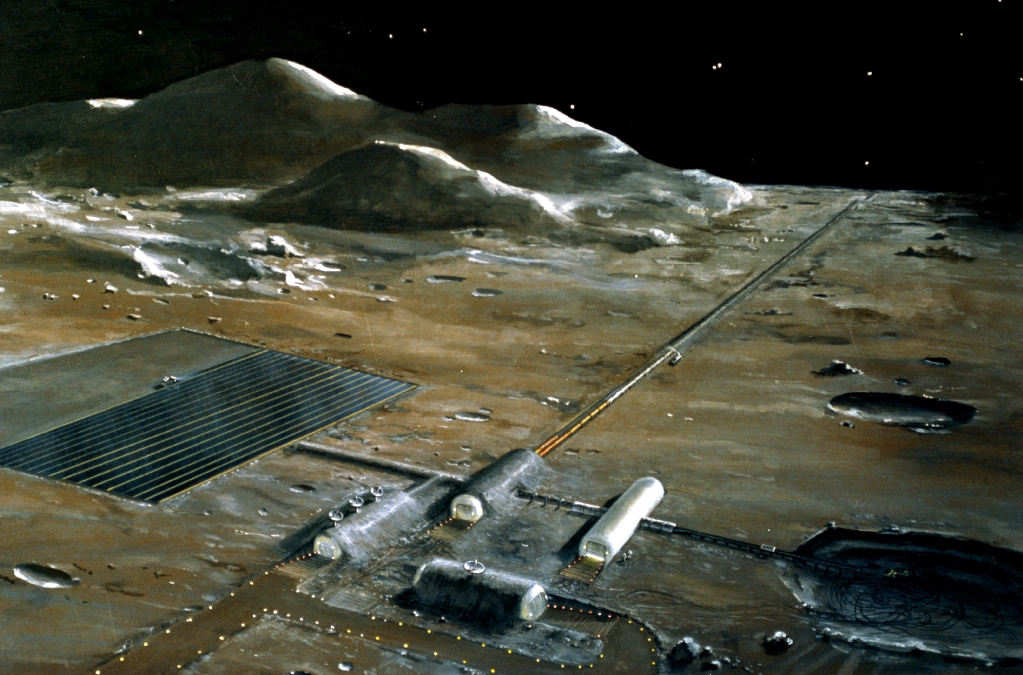
マス・ドライバーのイメージ図
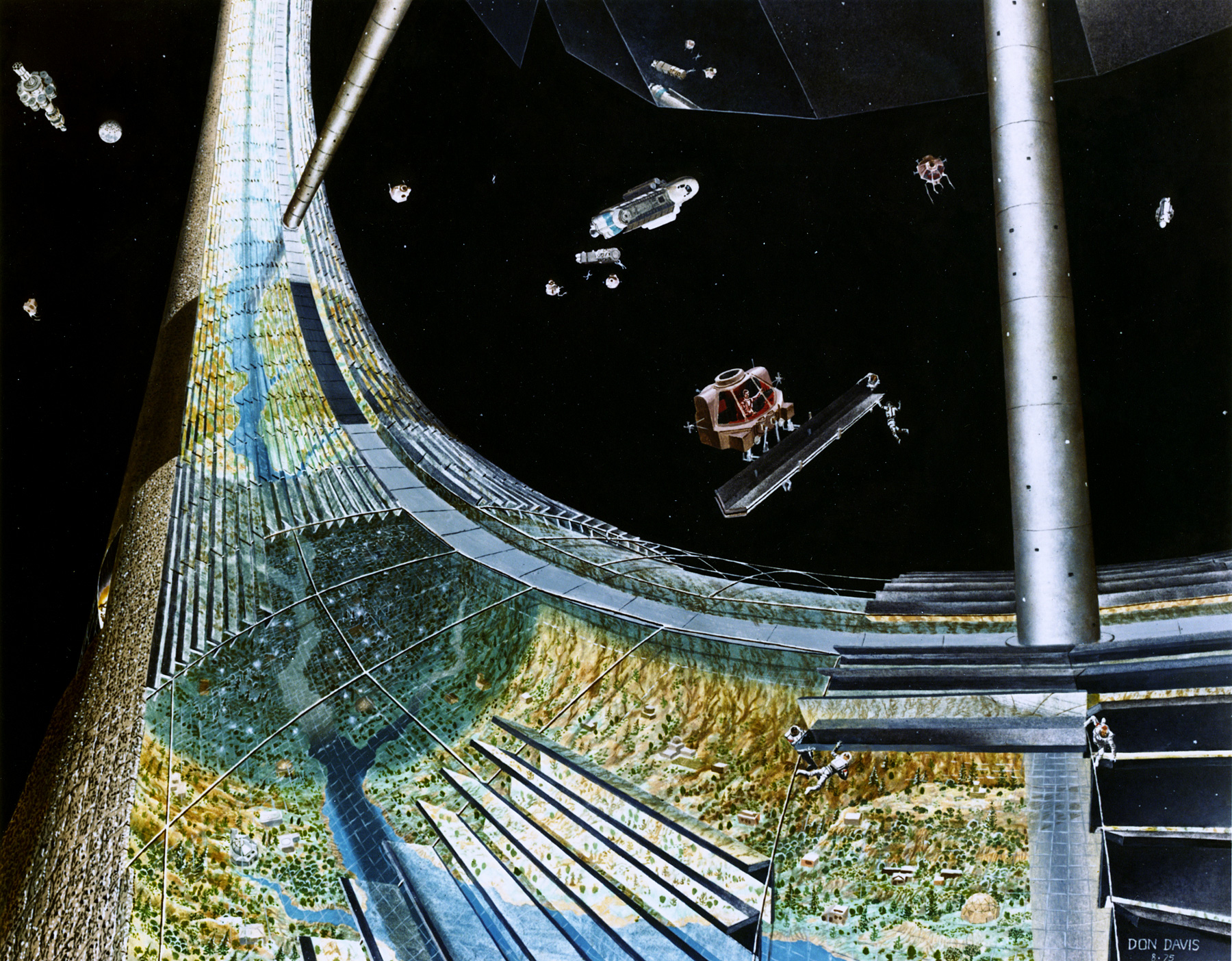
スタンフォード・トーラスの外観
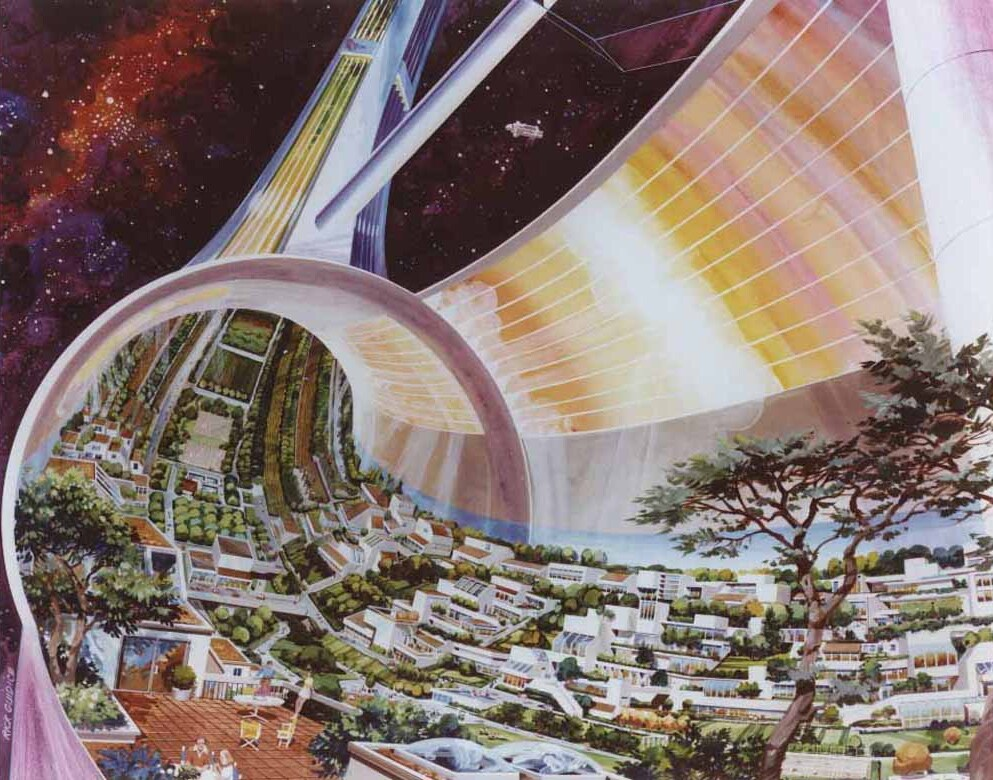
スタンフォード・トーラスの断面模型

## フィクション
ジョン・ヴァーリイのGaea三部作は、土星周回軌道上のスタンフォード・トーラスを描いた作品である。ラリー・ニーヴンの『リングワールド』や、アーサー・C・クラークが原作を書き、スタンリー・キューブリックが1968年に製作した映画『2001年宇宙の旅』にも描かれた地球を周回するスペースステーションV等、SF小説には他にも多くの環状のスペースコロニーが登場する。
コンピュータゲームの『スタートピア』は、スタンフォード・トーラス内をリアルタイムでシミュレーションしたゲームである。また、『ZONE OF THE ENDERS Z.O.E』はスタンフォード・トーラス型スペースコロニーを舞台としたロボットアクションゲームである。
『機動戦士ガンダムUC』にはスタンフォード・トーラスをモデルとしたスペースコロニーが地球連邦政府の首相官邸「ラプラス」として登場し、内部で宇宙世紀への改元セレモニーが行われていたが、「ラプラス事件」により爆破され崩壊する。